# Бурдзинский, Тадеуш Андреевич
Тадеуш Андреевич Бурдзинский (пол. Tadeusz Burdziński 22 октября 1868, хутор Макаровка Переяславского уезда — 15 февраля 1925, Вильно) — врач гинеколог, доктор медицинских наук, профессор Университета Стефана Батория.

## Биография

### Семья
Родился 22 октября 1868 года на хуторе Макаровцы в семье дворянина католика Андрея Казимировича Бурдзинского.

### Обучение
Проучился 8 лет в Первой киевской гимназии 4 года в Златопольской мужской гимназии и в 1889 году сдал экзамены и получил аттестат зрелости.
Медицинское образование получил в киевском университете (диплом врача от 1894 года).

### Врачебная труд
Медицинскую практику начал в акушерско-гинекологической клинике профессора Н. Н. Феноменова Санкт-Петербургского женского медицинского института, в котором 1904 года защитил докторскую диссертацию.
Затем был ординатором в Тамбове до 1918 года, когда переехал в Польшe.
Во время Советско-польской войны работал военным врачом. После войны был офицером резерва 9 Санитарного батальонв Седльце и получил звание подполковника.
Позднее работал в Варшаве, а с 1922 года в Вильно.

### Преподавательская работа
С 1922 года профессор Университете Стефана Батория.

### Научная работа
Как гинеколог прежде всего занимался расстройствами женских половых органов. Оставил более 25 научных работ из области гинекологии.

### Последние годы жизни
Умер 15 февраля 1925 года в Вильно, похоронен на кладбище Люблина.

## Избранные научные труды
- К учению об аномалиях водной оболочки. Санкт-Петербург/ тип. Дома призрения малолет. бедных, 1903. — 16 сек. : ил.; 22.
- Случай родов сросшимися двойнями (thoracopagus). Санкт-Петербург. тип. Дома призрения малолет. бедных, 1903. — 8 сек. : ил.; 22.